# Denemarken op het Eurovisiesongfestival 1961
Denemarken deed in 1961 voor de vijfde keer mee aan het Eurovisiesongfestival. De nationale finale, de Dansk Melodi Grand Prix, werd gehouden op 19 februari 1961. Het werd gepresenteerd door Sejr Volmer-Sørensen. Er werd gestemd via een jury van 10 personen die 1, 2 en 3 punten te verdelen hadden. De winnaar van deze editie was Dario Campeotto met het lied Angelique. Op het Eurovisiesongfestival 1961 eindigde Campeotto 5de met 12 punten.
In deze editie deden veel deelnemers mee die al eerder voor Denemarken naar het songfestival waren gegaan, te weten :
- Katy Bødtger deed in 1960 mee.
- Gustav Winckler & Birthe Wilke deden als duo mee in 1957. In 1959 naam Wilke solo deel.
- Raquel Rastenni deed in 1958 mee.

## Resultaat
| Artiest(en)                               | Lied                        | Plaats | Punten |
| ----------------------------------------- | --------------------------- | ------ | ------ |
| Pedro Biker                               | Min guitar og jeg           | 3      | 6      |
| Katy Bødtger                              | Hamlet                      | 5      | 0      |
| Gustav Winckler                           | Vi lever kun en enkelt gang | 5      | 0      |
| Birthe Wilke                              | Jetpilot                    | 2      | 7      |
| Otto Brandenburg                          | Godnat lille du             | 4      | 3      |
| Raquel Rastenni & Grethe Sønck            | Hjemme hos os               | 5      | 0      |
| Dario Campeotto                           | Angelique                   | 1      | 17     |
| De tabel is gerangschikt volgens opkomen. |                             |        |        |

1957 · 1958 · 1959 · 1960 · 1961 · 1962 · 1963 · 1964 · 1965 · 1966 · 1967-1977 · 1978 · 1979 · 1980 · 1981 · 1982 · 1983 · 1984 · 1985 · 1986 · 1987 · 1988 · 1989 · 1990 · 1991 · 1992 · 1993 · 1994 · 1995 · 1996 · 1997 · 1998 · 1999 · 2000 · 2001 · 2002 · 2003 · 2004 · 2005 · 2006 · 2007 · 2008 · 2009 · 2010 · 2011 · 2012 · 2013 · 2014 · 2015 · 2016 · 2017 · 2018 · 2019 · 2020 · 2021 · 2022 · 2023 · 2024 · 2025
België · Denemarken · Finland · Frankrijk · Italië · Joegoslavië · Luxemburg · Monaco · Nederland · Noorwegen · Oostenrijk · Spanje · Verenigd Koninkrijk · West-Duitsland · Zweden · Zwitserland